# 弗朗孔
弗朗孔（法語：Francon，法語發音：[fʁɑ̃kɔ̃]）是法国上加龙省的一个市镇，属于米雷区。

## 地理
弗朗孔（43°15'36"N, 0°58'23"E）面积9.54 平方千米，位于法国奧克西塔尼大區上加龙省，该省份为法国西南部内陆省份，西南端与西班牙接壤，自此顺时针与上比利牛斯省、热尔省、塔恩-加龙省、塔恩省、奥德省和阿列日省接壤。
与弗朗孔接壤的市镇（或旧市镇、城区）包括：蒙泰居布尔雅克、莱斯坎、吕桑-阿代亚克、蒙达沃藏、蒙图桑、薩穆揚、泰尔巴斯。

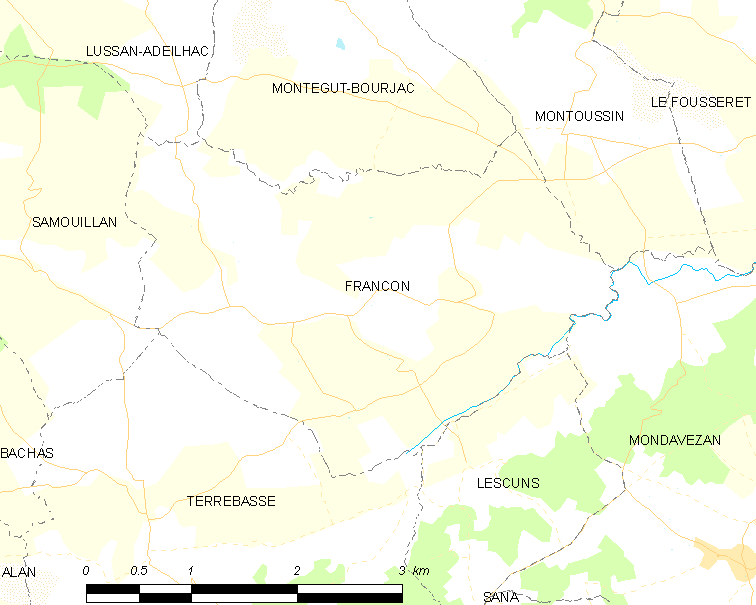
弗朗孔的OSM定位图

弗朗孔的时区为UTC+01:00、UTC+02:00（夏令时）。

## 行政
弗朗孔的邮政编码为31420，INSEE市镇编码为31196。

## 政治
弗朗孔所属的省级选区为卡泽尔县。

## 人口

1962-2008年间弗朗孔人口变化图示

弗朗孔于2022年1月1日时的人口数量为239人。